# 哈肯湖
47°48′38″N 11°13′18″E / 47.81056°N 11.22167°E

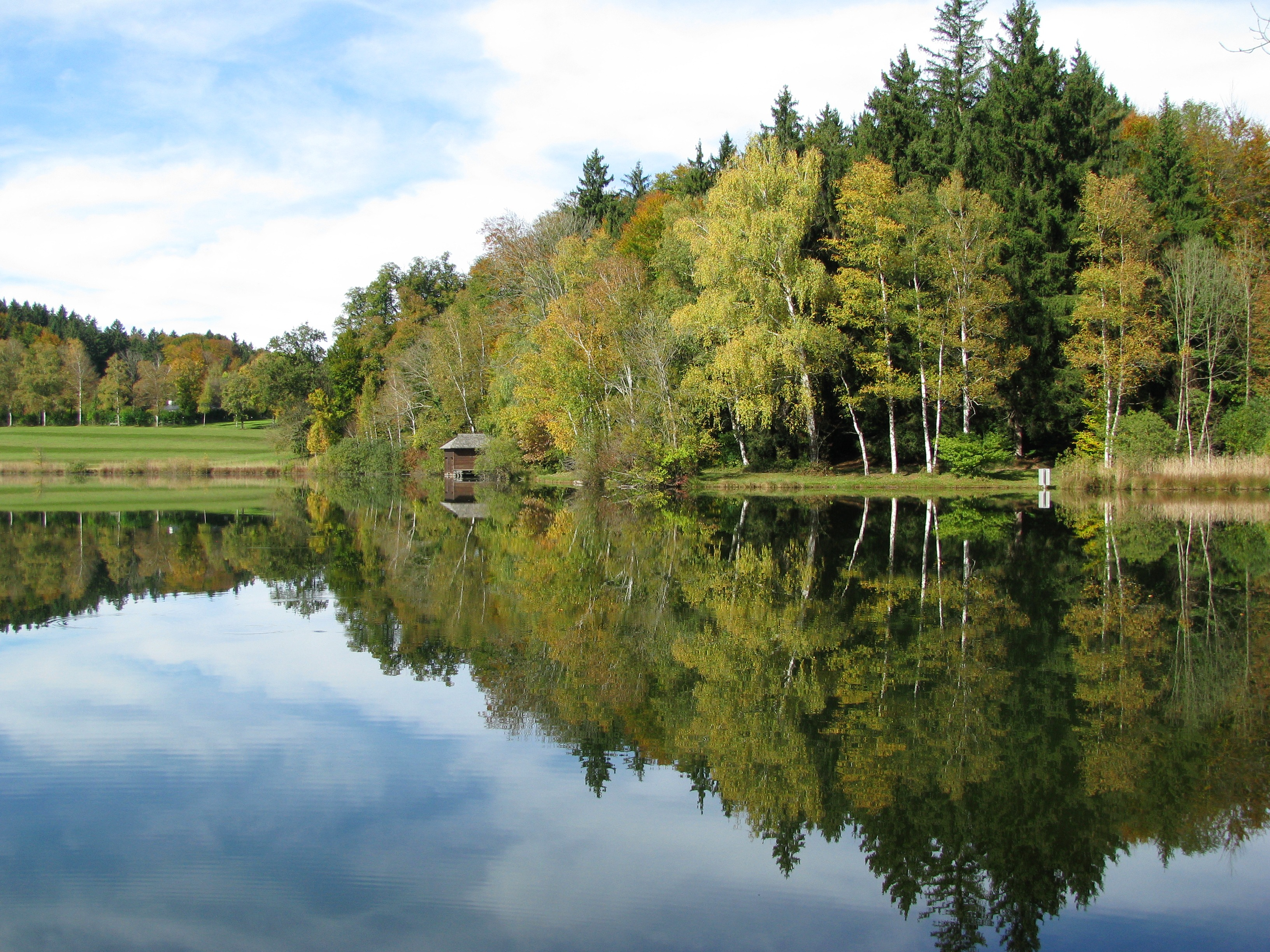

哈肯湖（德語：Hackensee），是德國的湖泊，位於該國東南部，由巴伐利亞州負責管轄，處於米斯巴赫縣，長0.6公里、寬0.2公里，海拔高度683米，最大水深3.5米，湖岸線長度1.5公里。